# La Galgada
La Galgada  es un sitio arqueológico ceremonial construido dentro de la Tradición Mito durante el período precerámico o Arcaico Tardío de la historia andina. El sitio está ubicado en la margen oriental del río Tablachaca, el principal afluente del río Santa. El sitio está ubicado en el distrito de Pallasca de lo que hoy es la provincia de Pallasca de la República del Perú.
Situado en la región montañosa de los Andes, se encuentra a una altitud relativamente baja de 1.100 metros sobre el nivel del mar. Los arqueólogos que excavaron en el sitio a fines de la década de 1970 y principios de la de 1980 decidieron llamar al monumento "La Galgada" en honor a la ciudad más cercana, un asentamiento minero de carbón a unos 2 kilómetros al norte, aunque la gente local se refirió a él como "San Pedro".
El período Precerámico fue una época de cambios en la región andina, con comunidades que se volvieron más sedentarias y comenzaron a construir una arquitectura monumental tanto en las tierras bajas como en las tierras altas.

## Ubicación geográfica
Está situado a 1100 m s. n. m., sobre la margen derecha del río Chuquicara o Tablachaca (afluente del río Santa), distantes solo algunos kilómetros de Tauca y Cabana, en la provincia de Pallasca del departamento de Áncash.
Debido a que está situada en la quebrada de un afluente del río Santa, se le considera perteneciente a la región de la Sierra; aunque su medio ambiente, su ubicación geográfica e hidrográfica justificarían también su atribución al ámbito costeño. Esta estratégica ubicación, en una ruta de conexión entre la costa y los pueblos del interior, le habría permitido a sus habitantes recibir influencias culturales de todo el Antiguo Perú y dedicarse a la actividad comercial con pueblos de la sierra e incluso de la selva.
Al frente, sobre la otra margen del Tablachaca, se encuentra el sitio de Pajillas, al que se le atribuye un antigüedad mayor que la de La Galgada.

## Antecedentes históricos

### Precerámico andino
El Período Lítico fue seguido por el Período Precerámico, o alternativamente el Período Arcaico Tardío, y se caracteriza por una creciente complejidad social, aumento de los niveles de población y la construcción de centros ceremoniales monumentales en toda la región andina. Es la última de estas características la que sigue siendo la característica más obvia visualmente del Pre-Cerámico entre los arqueólogos, e indica que para esta época, la sociedad andina estaba lo suficientemente desarrollada como para poder organizar grandes proyectos de construcción que involucraran la gestión de mano de obra. El Período Precerámico también vio un aumento en la población de la región andina, con la posibilidad de que muchas personas fueran parcialmente migratorias, pasando gran parte de su año en áreas rurales pero mudándose a los centros ceremoniales monumentales para ciertas épocas que se consideraban de significado especial. El Precerámico también vio el cambio climático que se producía en la región andina, ya que el fin de la Edad de Hielo había provocado el fin del derretimiento glacial que había estado ocurriendo durante todo el Período Lítico y, como resultado, el nivel del mar en la costa oeste de América del Sur se estabilizó.
A pesar de estos cambios, muchos elementos de la sociedad andina se mantuvieron igual que en milenios anteriores; por ejemplo, como sugiere su nombre, el Precerámico también fue un período en el que la sociedad andina aún no había desarrollado la tecnología cerámica y, por lo tanto, no tenía cerámica para cocinar o almacenar. Del mismo modo, las comunidades andinas en el pre-cerámico no habían desarrollado la agricultura o domesticado flora o fauna, en lugar ganaban la mayor parte de sus alimentos en lo que podían cazar o recolectar del medio silvestre, tal como lo hicieron sus predecesores del Periodo Lítico, aunque hay pruebas de que algunas plantas silvestres habían comenzado a cultivarse intencionalmente.

### Localidad
El sitio alrededor de La Galgada fue ocupado por primera vez alrededor del 3000 a. C. por comunidades agrícolas que construyeron pequeñas cámaras que eran diferentes de sus casas, presumiblemente para realizar actividades ceremoniales. De la evidencia arqueológica se desprende claramente que dedicaron más esfuerzo a construir los diversos monumentos ceremoniales y mortuorios que a sus casas, un enfoque común a la mayoría de las sociedades premodernas de todo el mundo. Los estudios arqueológicos han establecido que durante el Período Precerámico, al menos 11 asentamientos habían crecido a lo largo del Cañón de Tablachaca, concentrándose a ambos lados del río durante al menos 8 km cerca del pueblo moderno de La Galgada. Esto llevó a uno de los jefes de excavación, Terence Grieder, a comentar que el sitio de La Galgada debe ser visto como "una de las áreas ceremoniales y funerarias más importantes en un distrito más grande y poblado, que en términos precerámicos debe ser considerado prácticamente un centro metropolitano". Pruebas radiocarbónicas, niveles estratigráficos y análisis contextuales han permitido fechar este sitio en el periodo Arcaico Tardío o Precerámico, entre los años 2700 a 2000 a. C. Existen sin embargo, indicios de ocupación hasta el Formativo Inferior (1800 a. C.).

## Investigación arqueológica
En la década de 1960, La Galgada se había convertido en una ciudad minera ajetreada, y el sitio había sido amenazado por saqueadores que querían excavar el sitio en busca de artefactos valiosos. Sin embargo, el gobernador de la localidad, Teodoro E. López Trelles, reconoció la importancia del sitio por su valor arqueológico e instituyó medidas para protegerlo de los saqueadores. En 1969, le dio un recorrido por el sitio a Terence Grieder de la Universidad de Texas, quien luego estuvo involucrado en las excavaciones en Patash, y quien estaba lo suficientemente interesado como para decidir investigar en el sitio luego de la culminación del proyecto Patash. En 1976, Grieder y su colega arqueólogo Alberto Bueno Mendoza regresaron al sitio, y después de darse cuenta de que el sitio era Precerámico en fecha, mucho más antiguo de lo que habían sospechado anteriormente, comenzaron a recaudar fondos para una excavación. El sitio empezó a ser estudiado en 1976 por los arqueólogos Terence Grieder (Universidad de Texas en Austin) y Alberto Bueno Mendoza (Instituto Nacional de Cultura del Perú y la Universidad de San Marcos), quienes excavaron la principal construcción, denominada Montículo Norte, en las temporadas 1979-1980. Otra estructura, de menor tamaño, fue denominada como Montículo Sur, la cual fue excavada en 1978. El proyecto continuó hasta 1985.

## Tradición Mito
Los recintos ceremoniales de La Galgada pertenecen a la llamada Tradición Mito o Tradición de los Altares del Fuego Sagrado, propia del Arcaico Tardío, a la que también pertenecen Kotosh-Mito (Huánuco), Piruro (Huánuco) y Huaricoto (Áncash).
Estos recintos son de forma cuadrangular o rectangular con un único acceso, cuyo piso consta de dos niveles: uno más bajo, al centro, rodeado por otro nivel más alto, a modo de banqueta. El nivel bajo contiene al centro un pequeño pozo que servía de fogón, conectado a un pequeño conducto de ventilación que corre por debajo del piso hacia el exterior del cuarto. En el fogón se incineraban probablemente las ofrendas.

## Descripción
Es un extenso sitio arqueológico formado por dos montículos: el Montículo Norte (temprano) y el Montículo Sur (tardío). En torno a ellos se descubrieron asociados una serie de habitáculos pequeños en plantas ovaladas, circulares y rectangulares.
El Montículo Norte es un edificio de planta ligeramente rectangular con esquinas redondeadas, elevación maciza y compacta, y con una altura de 13 metros. Tiene forma de pirámide truncada, con perfiles escalonados y una gran escalera frontal. Delante de este edificio, hay una plaza circular hundida. Los arqueólogos descubrieron al menos 40 diferentes etapas o remodelaciones a las que llamaron "pisos".
El interior del edificio presenta varios recintos con muros curvados y dotados en su interior de pequeños nichos, distribuidos en distintos niveles. Estas cámaras presentan en el centro un patio cuadrangular enmarcado por una banqueta; en su parte central muestra una cavidad, posiblemente un horno o fogón ceremonial, con un conducto de ventilación que corre bajo el piso, hacia el exterior (estructura ceremonial según la Tradición Mito). Un detalle de destacar es que alrededor del fogón el piso es de color blanco. La prueba del Carbono 14  ha fechado esta estructura en el 2300 a. C.
Aparte de las construcciones se han descubierto entierros con restos humanos, petroglifos, basurales y restos arqueológicos en superficie.

## Entierros
Las cámaras con piso hundido y fogón al centro, de uso ceremonial, fueron reutilizadas para entierros. Una de ellas contenía tres cuerpos, un hombre y dos mujeres, todos de más de 50 años de edad, fuertemente flexionados y yaciendo sobre sus hombros izquierdos. El hombre fue envuelto en tapa o corteza de árbol machacada, amarrado con sogas y envuelto en un manto decorado; sobre su cabeza tenía una bolsa. Todas esas prendas estaban hechas de algodón. Finalmente fue cubierto con una red de fibra y colocado sobre una estera. Las mujeres estaban aderezadas de forma similar, pero con agujas de hueso pulido, piezas de antracita, cuentas y cristal de roca cerca de la cabeza. En otra recámara, algo más tardía, se hallaron también tres cuerpos: dos mujeres de avanzada edad y una joven con embrión, con collares de Spondylus y de piedra. Todos estos entierros estaban asociados con cestos de totora y otros utensilios.

### F-12: cámara funeraria B-2
En la cámara funeraria designada como F-12: B-2 por el equipo arqueológico, fueron enterrados un hombre y dos mujeres, todos ellos mayores de 50 años, cada uno en una posición muy flexionada con los brazos cruzados sobre el pecho. y posicionado en su lado izquierdo. Una vez en esta posición, sus cuerpos habían sido atados con cuerdas de algodón; para el macho, había consistido en un cordón de algodón marrón oscuro de 1,3 mm de diámetro que, de forma inusual, había sido hilado en Z en lugar de plegado, lo que implicaba un significado especial. Alternativamente, el algodón utilizado para unir los cadáveres femeninos había sido hilado en S, plegado en Z y de color amarillo, y atado alrededor de ellos de 20 a 25 veces.
Mechones de cabello humano se habían metido alrededor de los cuerpos, y particularmente alrededor del torso y las caderas. Es posible que estos mechones hubieran pertenecido a los propios cadáveres, a quienes les faltaba pelo en la cabeza, y en cambio usaban sombreros que parecían "improvisados" en diseño, como si originalmente hubieran sido bolsas y una canasta. Al señalar la evidencia etnográfica de que varios pueblos andinos creían que el alma humana estaba especialmente presente en el cabello, el arqueólogo Terence Grieder sugirió la posibilidad de que la práctica precerámica de meter cabello humano en la ropa de los cadáveres podría representar "una forma de mantener el cabello espiritualmente vital en contacto con el cuerpo".
Otro elemento que se encontró escondido con dos de los cuerpos fue tela de corteza, un material versátil hecho de la corteza de ciertos árboles. El cadáver masculino estaba ampliamente cubierto de tiras de tela de corteza marrón oscuro de unos 3 a 4 cm de ancho, que estaban dentro de las cuerdas pero fuera de los mechones de cabello, mientras que una de las dos mujeres también tenía tiras similares, pero menos que el hombre. Grieder sospechaba que la inclusión de este material se debía a que los que enterraban a los muertos pensaban que la tela de corteza tenía "poder espiritual", una creencia generalizada que se encontró en la América precolombina.

## Función
La Galgada fue sin duda un centro administrativo-ceremonial, donde se ofrecían ritos y ceremonias a la comunidad, al igual que otros centros de la misma época, como El Áspero, Bandurria y Alto Salaverry, en la costa; y Huaricoto y Kotosh, en la sierra. Aunque no se sabe en que consistían exactamente dichas ceremonias y ofrendas, Grieder y Bueno encontraron en los pisos restos de ají en los fogones, y plumas blancas, anaranjadas y verdes, además de un fragmento de asta de venado. Las construcciones crecieron continuamente, hasta convertirse las cámaras en lugares de enterramiento y levantarse luego otra estructura ceremonial sobre ellas.
En su etapa final, estas estructuras fueron reemplazadas por otras distintas, formadas por tres plataformas ordenadas en forma de “U”, nuevo modelo arquitectónico adecuado para un culto masivo y en el exterior, desarrollado sobre todo en la costa. Poco después fue abandonado, lo que sugiere grandes cambios sucedidos en el mundo andino, que dieron pase al periodo Formativo.